# Елгавское викариатство
Елгавское викариатство — викариатство Рижской епархии Латвийской православной церкви с центром в городе Елгаве, в Латвии.

## История
19 марта 2014 года Священный Синод Русской православной церкви утвердил решение состоявшегося 11 октября 2013 года Синода Латвийской православной церкви о восстановлении Елгавского викариатства и избрание на кафедру игумена Иоанна (Сичевского).

## Епископы
- Иаков (Карп) (27 сентября 1936 — 19 октября 1943)
- Иоанн (Сичевский) (с 27 марта 2016)